# 교목

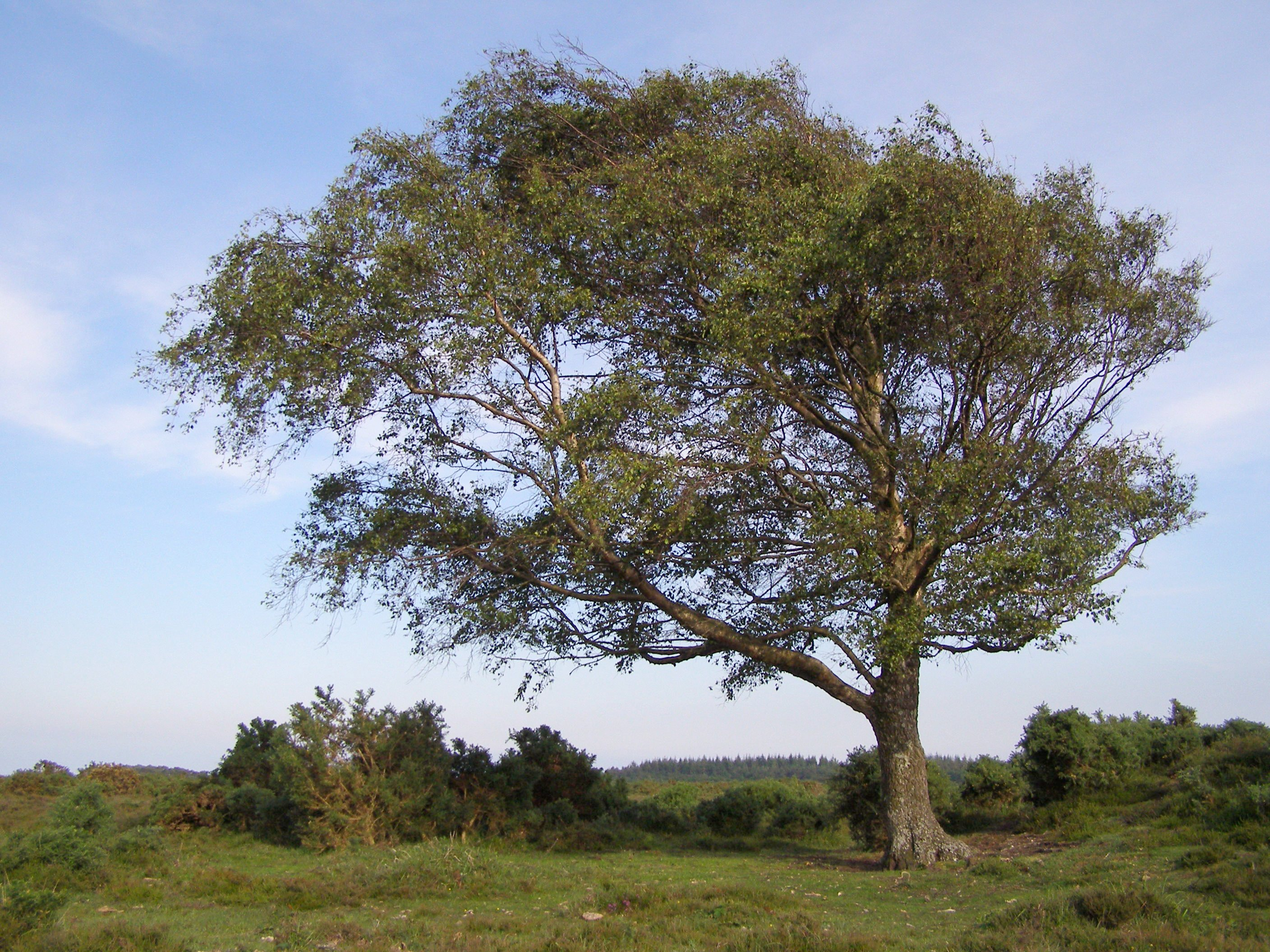

교목(喬木, tree) 또는 큰키나무는 키가 8미터 이상 자라고, 곧은 줄기가 있으며, 줄기와 가지를 명확히 구분할 수 있고, 중심줄기의 생장이 현저한 목본식물을 말한다. 키가 2~8미터 정도 되는 나무는 아교목이라고 부르기도 한다.

## 같이 보기
- 관목